# ミスター・イレレバント

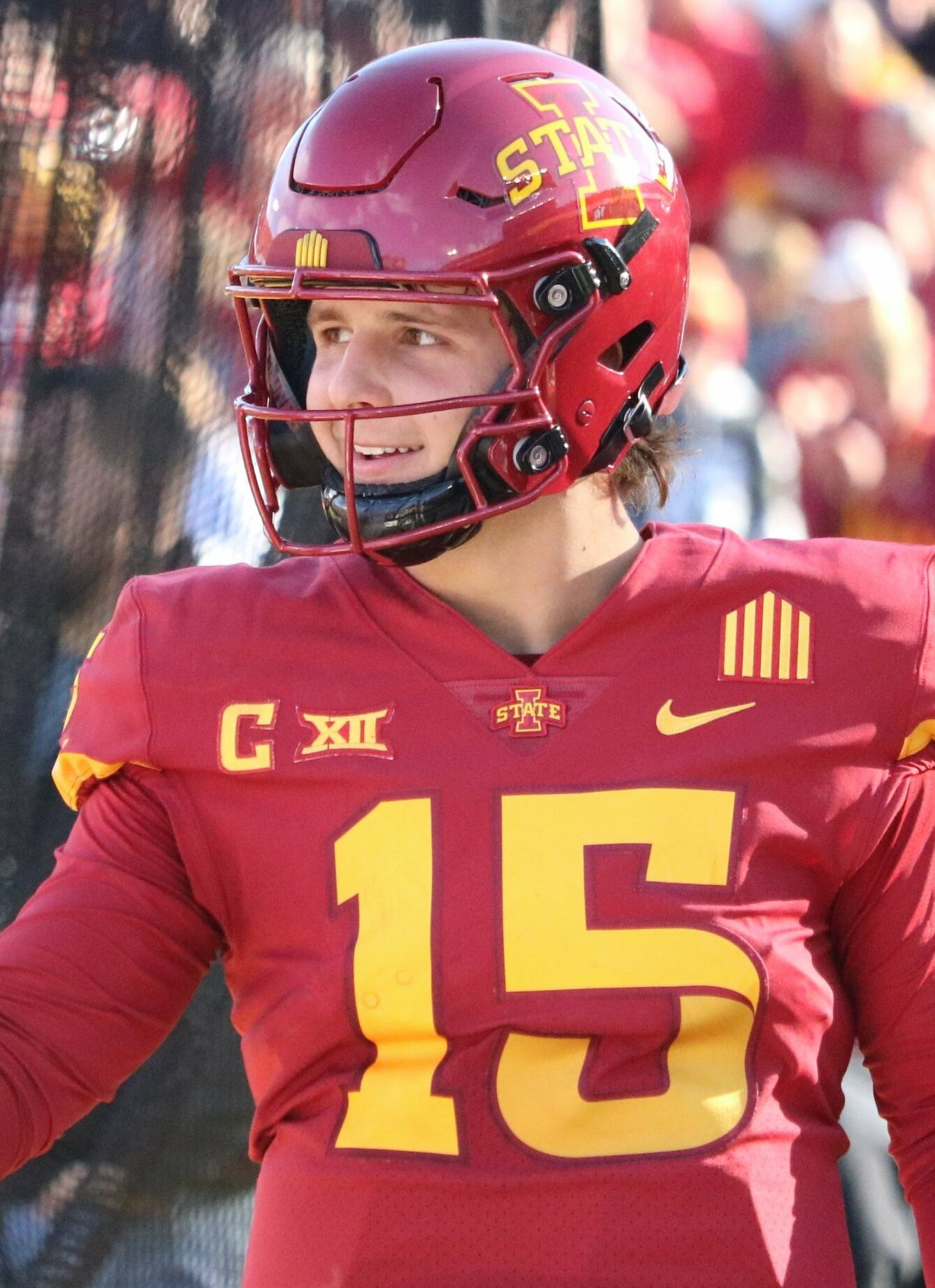
2022年、ブロック・パーディがミスター・イレレバントに選ばれた。

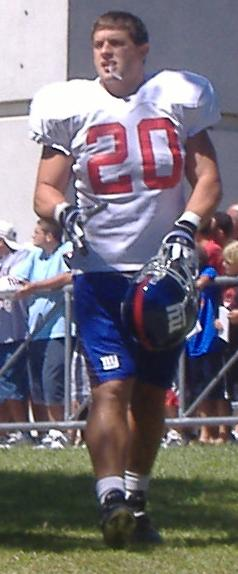
1999年のNFLドラフトにてミスター・イレレバントとなったジム・フィンは2008年の第42回スーパーボウルで優勝した

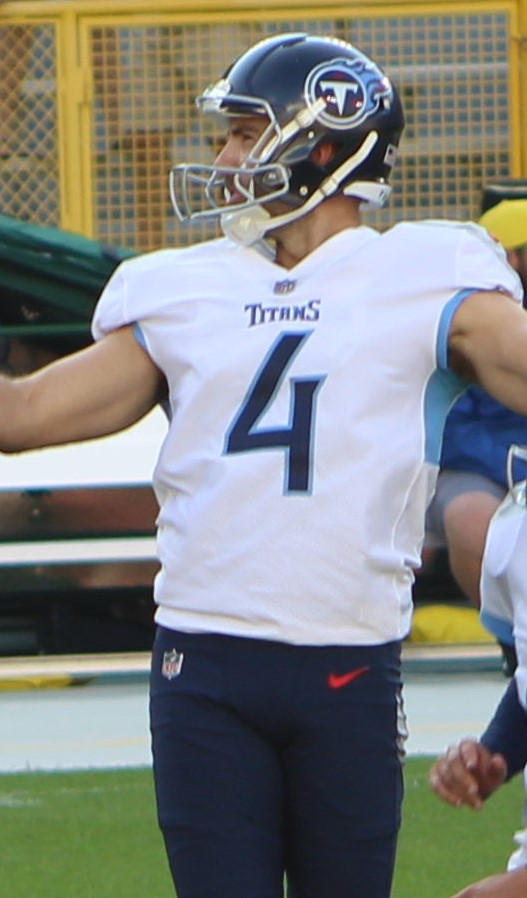
2009年のNFLドラフトのミスター・イレレバントのライアン・サコップは2021年の第55回スーパーボウルで優勝した。

ミスター・イレレバント（英：Mr. Irrelevant）は、NFLドラフトで最下位で指名された人物に与えられるニックネーム。世間やチームがそのスキルレベルを「ドラフト最下位」として、からかいの意味を込めて呼ぶ言葉である。ミスター・イレレバントに指名された選手のほとんどが無名でキャリアを積むこともないままに終わる。プレシーズンやトレーニングキャンプが開始する前にチームから放出されることが多い。例外的にタイロン・マグリフ、ライアン・サコップ、ブロック・パーディなどが活躍している。
日本語では「見当違い」、「的外れ」、「重要ではない」、「場違い」などと訳される。

## 経緯
1976年、南カリフォルニア大学出身でNFLの元ワイドレシーバーのポール・サラタがカリフォルニア州ニューポートビーチで創設した。2013年まではサラタがNFLドラフトで毎回最下位指名者を発表し、2014年からは娘が引き継いだ。ドラフトごとに新しいミスター・イレレバントおよびその家族は夏の1週間、ニューポートビーチに招待される。ディズニーランド、ゴルフトーナメント、レガッタ、ドラフト最下位をネタにするコメディショーなどに招待される。また、ハイズマン賞になぞらえ、逆の意味となる「ローズマン賞」の授賞式が行なわれ、ボールを落とす姿の銅像が贈られる。
1979年のドラフトにおいてはイレレバント・ウィークと銘打たれてミスター・イレレバントに注目が集まったため、最後から2番目の指名権を持つロサンゼルス・ラムズは最後の指名権を持つピッツバーグ・スティーラーズに先に指名させるために意図的にパスした。スティーラーズも宣伝効果を見込んでパスした。これが何度か繰り返された後、コミッショナーのピート・ロゼルが両チームに指名を促し、最終的にスティーラーズがミスター・イレレバントの指名権を獲得した。これをきっかけに最後の指名権を得るためにパスすることを禁じる「サラタ・ルール」ができた。
スーパーボウルに出場した初のミスター・イレレバントは、1994年のドラフトで最後に選出されたスペシャルチームのマーティ・ムーアでニューイングランド・ペイトリオッツの一員として第31回スーパーボウルに出場した。
プロボウルに出場した初のミスター・イレレバントは1948年のドラフトで最下位で指名されたビル・フィッシャーである。ノートルダム大学3年生修了時にシカゴ・カーディナルスに指名された。しかし在学を選択し、1948年、全米の最優秀インテリアラインマンとしてアウトランド賞を受賞した。1949年のドラフト1巡目にカーディナルスに再び指名された。
1961年のドラフトでフィラデルフィア・イーグルスに最下位に指名されたジャッキー・マキナンはNFLのライバルであったAFLのサンディエゴ・チャージャーズと契約し、AFLで10シーズン活動した。1966年と1968年の2回、AFLオールスターゲームに出場した。プロボウルまたは同等の試合に出場したミスター・イレレバント2人のうちの1人である。
「ミスター・イレレバント」設立前の1967年、ジミー・ウォーカーが大学フットボールの経験がないにも関わらず最下位で指名された。プロビデンス・カレッジでバスケットボールをメインにプレーしており、4年生時にはAP通信選出のオールアメリカに選ばれた他、得点獲得数全米ランキング1位となった。1967年、NBAドラフト1巡目に指名され、NBAの道へ進んだ。

## 著名なミスター・イレレバント
1994年に現在の7巡制となって以降、ミスター・イレレバントとなった選手は、多くが指名チームに入団し、大きな活躍をする者もいる。
- タイロン・マグリフ（英語版） - 1994年より前に最も活躍したミスター・イレレバントとされる。1980年に12巡目の最下位でピッツバーグ・スティーラーズに指名された。1980年のPFWA最優秀新人賞に選出され、スティーラーズで2シーズン以上プレーした。1983年、創立したばかりのUSFLのミシガン・パンサーズに移籍した。同年、リーグ優勝し、USFLオールスターに選出された。
- ジョン・タグル（英語版） - 1983年にニューヨーク・ジャイアンツに最下位でフルバックとして指名されて5試合に出場し、チームの年間スペシャルチーム選手賞を受賞した。1984年のトレーニングキャンプ中に癌と診断された。再びプレーすることなく、1986年に亡くなった。
- マーティ・ムーア（英語版） - 1994年にニューイングランド・ペイトリオッツにスペシャルチームとして最下位指名された。第31回スーパーボウルにおいてミスター・イレレバントとして初のスーパーボウル出場、第36回スーパーボウルにおいてミスター・イレレバントとして初出場となった[10]。
- マイク・グリーン（英語版） - 2000年のNFLドラフトにてシカゴ・ベアーズにセカンダリーとして最下位指名されて活躍し、シアトル・シーホークス、ワシントン・レッドスキンズに移籍し2008年までプレーした[11]。
- ジム・フィン（英語版） - 1999年にシカゴ・ベアーズにフルバックとして最下位指名され4シーズンた。2008年、所属していたニューヨーク・ジャイアンツが第42回スーパーボウルで優勝したが、2007年のシーズン前に故障者リストに入りマディソン・ヘッジコックと交代し、スーパーボウルに向けた試合に出場できなかった。ジャイアンツには4シーズン所属していた[12]。
- ライアン・サコップ（英語版） - 2009年のNFLドラフトでカンザスシティ・チーフスに最下位指名され、スターティング・キッカーとなった。ルーキーとしてシーズンのフィールドゴール率86.2%でNFL最高記録タイとなり、チーム史上ルーキーとして最多フィールドゴールでNFL殿堂入りしたヤン・ステナルードを抜いた。同年マクリーヒル賞を受賞した[13]。以来スターティング・キッカーとして活躍した。2014年、テネシー・タイタンズに移籍し、2018年初頭、契約延長となり、2020年3月にリリースされて9月上旬にタンパベイ・バッカニアーズと契約した。2021年、第55回スーパーボウルで優勝し、ミスター・イレレバントで2番目の優勝者となり、かつスターティングメンバーとして優勝した初のミスター・イレレバントとなった。
- チャド・ケリー（英語版） - 2017年のNFLドラフトで最下位指名された。バッファロー・ビルズの元クォーターバックでプロフットボール殿堂入りのジム・ケリーの甥でミシシッピ大学のクォーターバックであった。早期に指名されると予想されたが、怪我や素行に関する問題により指名順位が大きく下がった。2018年のプレシーズンまでにデンバー・ブロンコスのセカンド・クォーターバックになったが、同年10月24日にリリースされた[14]。その後インディアナポリス・コルツと契約した[15]。CFLトロント・アルゴノーツに移籍し、第109回グレイ・カップにおいて怪我をしたスターティング・クォーターバックのマクリード・べセル・トンプソンの代理で出場し優勝した[16]。翌年、チームを16勝2敗に導いたが、プレーオフで敗退した。同年、CFLで最も活躍した選手として表彰された[17]。
- ブロック・パーディ - 2022年のNFLドラフトでサンフランシスコ・49ersにより最下位指名されQB3となった。怪我をしたQB1のトレイ・ランス、QB2のジミー・ガロポロの後継からスターティング・クォーターバックに昇進した。ルーキー・シーズンにおけるタンパベイ・バッカニアーズ戦において、初先発でトム・ブレイディに勝利した唯一のルーキー・クォーターバックとなった。またレギュラーシーズンにおいてフォワードパス、タッチダウンパス、ラッシングタッチダウンを達成した初のミスター・イレレバントとなった[18][19][20]。先発した全5試合で勝利し、チームは10連勝でシーズンを終了した。その後パーディはプレイオフゲームで先発して勝利した初のミスター・イレレバント・クォーターバックとなった。オフェンシブ・ルーキー・オブ・ザ・イヤーの最終候補者となったが、投票により第3位となった。2023年、引き続きスターティング・クォーターバックを務め、開幕から5連勝し、2年連続で地区優勝し、第58回スーパーボウルに出場するとともに、パスヤードのチーム記録を塗り替えた[21][22][23][24]。またプロボウルに初選出され、チームから20年ぶりにクォーターバックとして選出された[25]。その即戦力、注目度の急上昇から「ミスター・イレレバント」ならぬ「ミスター・リレレバント」と呼ばれている[26]

## 歴代ミスター・イレレバント
| 年   | 巡 | Pick | 全体順位 | 選手名                       | チーム                       | ポジション | 出身校                                 |
| ---- | -- | ---- | -------- | ---------------------------- | ---------------------------- | ---------- | -------------------------------------- |
| 1936 | 9  | 9    | 81       | フィル・フラナガン           | ジャイアンツ                 | G          | ホーリークロス大学                     |
| 1937 | 10 | 10   | 100      | ソロン・ホルト               | ラムズ                       | G          | TCU                                    |
| 1938 | 12 | 10   | 110      | フレッド・ドレハー           | ベアーズ                     | E          | デンバー大学                           |
| 1939 | 22 | 5    | 200      | ジャック・ローズ             | ジャイアンツ                 | G          | テキサス大学                           |
| 1940 | 22 | 5    | 200      | マーロン・クラクストン       | ジャイアンツ                 | T          | ウィッティア・カレッジ                 |
| 1941 | 22 | 2    | 204      | モート・ランズバーグ         | スティーラーズ               | B          | コーネル大学                           |
| 1942 | 22 | 5    | 200      | ストゥ・クラークソン         | ベアーズ                     | C          | テキサスA&I大学                        |
| 1943 | 32 | 5    | 300      | ボー・ボゴヴィッチ           | レッドスキンズ               | G          | デラウェア大学                         |
| 1944 | 32 | 6    | 330      | ウォルトン・ロバーツ         | ヤンクス                     | B          | テキサス大学                           |
| 1945 | 32 | 6    | 330      | ビリー・ジョー・アルドリッジ | パッカーズ                   | B          | オクラホマA&M大学                      |
| 1946 | 32 | 5    | 300      | ジョン・ウェスト             | ラムズ                       | B          | オクラホマ大学                         |
| 1947 | 32 | 7    | 300      | ドン・クレイトン             | ジャイアンツ                 | B          | ノースカロライナ大学チャペルヒル校     |
| 1948 | 32 | 7    | 300      | ビル・フィッシャー           | カーディナルス               | G          | ノートルダム大学                       |
| 1949 | 25 | 10   | 251      | ジョン・シュウェダー         | イーグルス                   | G          | ペンシルベニア大学                     |
| 1950 | 30 | 13   | 391      | ダッド・パーカー             | イーグルス                   | B          | ベイラー大学                           |
| 1951 | 30 | 11   | 362      | シスト・アヴァーノ           | ブラウンズ                   | G          | ミューレンバーグ・カレッジ             |
| 1952 | 30 | 11   | 360      | ジョン・セイバン             | ブラウンズ                   | B          | ゼイヴィア大学                         |
| 1953 | 30 | 11   | 360      | ハル・マウス                 | ライオンズ                   | E          | モンタナ大学                           |
| 1954 | 30 | 11   | 360      | エリス・ホートン             | ライオンズ                   | B          | ユーレカ・カレッジ                     |
| 1955 | 30 | 11   | 360      | ラマー・リーチマン           | ブラウンズ                   | C          | テネシー大学                           |
| 1956 | 30 | 11   | 360      | ボブ・マーソロミュー         | ブラウンズ                   | T          | ウェイクフォレスト大学                 |
| 1957 | 30 | 11   | 360      | ドン・ゲスト                 | ジャイアンツ                 | E          | ワシントン州立大学                     |
| 1958 | 30 | 11   | 360      | トミー・ブロンソン           | ライオンズ                   | B          | テネシー大学                           |
| 1959 | 30 | 12   | 360      | ブレア・ウィース             | コルツ                       | B          | ウェストバージニア工科大学             |
| 1960 | 20 | 12   | 240      | ビル・ゴーマン               | ジャイアンツ                 | T          | マクマリー大学                         |
| 1961 | 20 | 14   | 280      | ジャッキー・マキノン         | フィラデルフィア・イーグルス | B          | コルゲート大学                         |
| 1962 | 20 | 14   | 280      | マイク・スノグラス           | パッカーズ                   | C          | 西ミシガン大学                         |
| 1963 | 20 | 14   | 280      | ボビー・ブレジナ             | パッカーズ                   | B          | ヒューストン大学                       |
| 1964 | 20 | 14   | 280      | ディック・ナイグリオ         | ベアーズ                     | RB         | イェール大学                           |
| 1965 | 20 | 14   | 280      | ジョージ・ヘフナー           | コルツ                       | QB         | マクニース州立大学                     |
| 1966 | 20 | 15   | 305      | トム・カー                   | コルツ                       | T          | モーガン州立大学                       |
| 1967 | 17 | 26   | 445      | ジミー・ウォーカー           | セインツ                     | WR         | プロビデンス・カレッジ                 |
| 1968 | 17 | 27   | 462      | ジミー・スミス               | ベンガルズ                   | TE         | ジャクソン州立大学                     |
| 1969 | 17 | 26   | 442      | フレッド・ザークル           | ジェッツ                     | DT         | デューク大学                           |
| 1970 | 17 | 26   | 442      | レイフォード・ジェンキンス   | チーフス                     | DB         | アルコーンA&M                          |
| 1971 | 17 | 26   | 442      | チャールズ・ヒル             | オークランド・レイダース     | WR         | サム・ヒューストン州立大学             |
| 1972 | 17 | 26   | 442      | アルフォンソ・ケイン         | カウボーイズ                 | DT         | ベスーンクックマン大学                 |
| 1973 | 17 | 26   | 442      | チャーリー・ウェイド         | ドルフィンズ                 | WR         | テネシー州立大学                       |
| 1974 | 17 | 26   | 442      | ケン・ディッカーソン         | ドルフィンズ                 | DB         | タスキギー大学                         |
| 1975 | 17 | 26   | 442      | スタン・ヘジナー             | スティーラーズ               | G          | ネブラスカ大学リンカーン校             |
| 1976 | 17 | 28   | 487      | ケルヴィン・カーク           | スティーラーズ               | WR         | デイトン大学                           |
| 1977 | 12 | 27   | 335      | ジム・ケルハー               | バイキングス                 | RB         | コロラド大学ボルダー校                 |
| 1978 | 12 | 28   | 334      | リー・ウォッシュバーン       | カウボーイズ                 | G          | モンタナ州立大学                       |
| 1979 | 12 | 27   | 330      | マイク・アーモンド           | スティーラーズ               | WR         | ノースウェスタン州立大学               |
| 1980 | 12 | 28   | 333      | タイロン・マグリフ           | スティーラーズ               | G          | フロリダA&M大学                        |
| 1981 | 12 | 28   | 332      | フィル・ネルソン             | オークランド・レイダース     | TE         | デラウェア大学                         |
| 1982 | 12 | 28   | 334      | ティム・ワシントン           | フォーティーナイナーズ       | DB         | カリフォルニア州立大学フレズノ校       |
| 1983 | 12 | 28   | 335      | ジョン・タグル               | ジャイアンツ                 | RB         | カリフォルニア大学バークレー校         |
| 1984 | 12 | 28   | 336      | ランディ・エシントン         | オークランド・レイダース     | QB         | コロラド大学ボルダー校                 |
| 1985 | 12 | 28   | 336      | ドナルド・チャムリー         | フォーティーナイナーズ       | DT         | ジョージア大学                         |
| 1986 | 12 | 28   | 333      | マイク・トラヴィス           | サンディエゴ・チャージャーズ | DB         | ジョージア工科大学                     |
| 1987 | 12 | 28   | 335      | ノーマン・ジェファーソン     | パッカーズ                   | DB         | ルイジアナ州立大学                     |
| 1988 | 12 | 28   | 333      | ジェフ・ベサード             | ラムズ                       | WR         | 南オレゴン大学                         |
| 1989 | 12 | 28   | 335      | イヴレット・ロス             | バイキングス                 | WR         | オハイオ州立大学                       |
| 1990 | 12 | 27   | 331      | ディミトリアス・デイヴィス   | オークランド・レイダース     | TE         | ネバダ大学リノ校                       |
| 1991 | 12 | 28   | 334      | ラリー・ウォンキ             | ジャイアンツ                 | QB         | ジョンキャロル大学                     |
| 1992 | 12 | 28   | 336      | マット・エリオット           | レッドスキンズ               | C          | ミシガン大学                           |
| 1993 | 8  | 28   | 224      | ダロン・アルコーン           | バッカニアーズ               | K          | アクロン大学                           |
| 1994 | 7  | 28   | 222      | マーティ・ムーア             | ペイトリオッツ               | LB         | ケンタッキー大学                       |
| 1995 | 7  | 41   | 249      | マイケル・リード             | パンサーズ                   | DB         | ボストンカレッジ                       |
| 1996 | 7  | 45   | 254      | サム・マニュエル             | フォーティーナイナーズ       | LB         | ニューメキシコ州立大学                 |
| 1997 | 7  | 39   | 240      | ロニー・マカダ               | パッカーズ                   | QB         | 陸軍士官学校                           |
| 1998 | 7  | 52   | 241      | キャム・カイル               | レイブンズ                   | TE         | ウィーバー州立大学                     |
| 1999 | 7  | 47   | 253      | ジム・フィン                 | ベアーズ                     | RB         | ペンシルベニア大学                     |
| 2000 | 7  | 48   | 254      | マイケル・グリーン           | ベアーズ                     | DB         | ノースウェスタン州立大学               |
| 2001 | 7  | 46   | 246      | Tevita Ofahengaue            | カーディナルズ               | TE         | ブリガムヤング大学                     |
| 2002 | 7  | 50   | 261      | アームド・ミラー             | テキサンズ                   | DT         | ネバダ大学ラスベガス校                 |
| 2003 | 7  | 48   | 262      | ライアン・ホーグ             | オークランド・レイダース     | WR         | ガステイヴァス・アドルファス・カレッジ |
| 2004 | 7  | 54   | 255      | アンドレ・サマセル           | オークランド・レイダース     | LB         | コロラド州立大学                       |
| 2005 | 7  | 41   | 255      | アンディ・ストークス         | ペイトリオッツ               | TE         | ウィリアム・ペン大学                   |
| 2006 | 7  | 47   | 255      | ケヴィン・マクマハン         | オークランド・レイダース     | WR         | メイン大学                             |
| 2007 | 7  | 45   | 255      | ラムジー・ロビンソン         | ライオンズ                   | CB         | アラバマ大学                           |
| 2008 | 7  | 45   | 252      | デビッド・ボボラ             | セントルイス・ラムズ         | OLB        | アイダホ大学                           |
| 2009 | 7  | 47   | 256      | ライアン・サコップ           | チーフス                     | K          | サウスカロライナ大学                   |
| 2010 | 7  | 48   | 255      | ティム・トゥーン             | ライオンズ                   | WR         | ウェバー州立大学                       |
| 2011 | 7  | 53   | 254      | チェタ・オゾグウ             | テキサンズ                   | DE         | ライス大学                             |
| 2012 | 7  | 46   | 253      | チャンドラ―・ハーニシュ      | コルツ                       | QB         | ノーザンイリノイ大学                   |
| 2013 | 7  | 48   | 254      | ジャスティス・カニンガム     | コルツ                       | TE         | サウスカロライナ大学                   |
| 2014 | 7  | 41   | 256      | ロニー・バレンタイン         | テキサンズ                   | S          | メンフィス大学                         |
| 2015 | 7  | 39   | 256      | ジェラルド・クリスチャン     | カーディナルズ               | TE         | ルイビル大学                           |
| 2016 | 7  | 32   | 253      | カレン・リード               | タイタンズ                   | CB         | サザンミシシッピ大学                   |
| 2017 | 7  | 35   | 253      | チャド・ケリー               | ブロンコス                   | QB         | ミシシッピ大学                         |
| 2018 | 7  | 38   | 256      | トレイ・クィン               | レッドスキンズ               | WR         | 南メソジスト大学                       |
| 2019 | 7  | 40   | 254      | ケイレブ・ウィルソン         | カーディナルズ               | TE         | カリフォルニア大学ロサンゼルス校       |
| 2020 | 7  | 41   | 255      | テイ・クラウダー             | ジャイアンツ                 | LB         | ジョージア大学                         |
| 2021 | 7  | 31   | 259      | グラント・スチュアード       | バッカニアーズ               | LB         | ヒューストン大学                       |
| 2022 | 7  | 41   | 262      | ブロック・パーディ           | フォーティーナイナーズ       | QB         | アイオワ州立大学                       |
| 2023 | 7  | 42   | 259      | デスファン・ジョンソン       | ラムズ                       | DE         | トレド大学                             |
| 2024 | 7  | 37   | 257      | ジェイレン・キー             | ジェッツ                     | S          | アラバマ大学                           |